# António Martins
António Augusto da Silva Martins (ur. 4 lub 5 kwietnia 1892 w São Miguel do Rio Torto, zm. 3 października 1930 w Pedrouços) – portugalski strzelec i lekkoatleta, dwukrotny olimpijczyk. Był ojcem António Martinsa, strzelca i olimpijczyka. Chorąży reprezentacji Portugalii na igrzyskach w Paryżu (1924).

## Życiorys
Urodził się 4 lub 5 kwietnia 1892 roku w sołectwie São Miguel do Rio Torto w gminie Abrantes. Był synem João Augusto da Silvy Martinsa i Esperançy Augusty. Miał trzech braci, którymi byli: Henrique, Joaquim i João (junior). Swoją edukację rozpoczynał w mieście Santarém. Potem uczęszczał do Liceu Sá da Bandeira i Liceu de Coimbra.
Brat João pisał, że António studiował filozofię i medycynę na Uniwersytecie w Coimbrze. Dane archiwalne tej uczelni nie zawierają jednak informacji o takiej osobie. Na pewno pobierał nauki na ówcześnie powstałym Uniwersytecie Lizbońskim, na którym ukończył medycynę z wyróżnieniem (1917). W ramach studiów odwiedził m.in. obecną Republikę Zielonego Przylądka.
Startował na Letnich Igrzyskach Olimpijskich 1920 w Antwerpii. Jego nazwisko widnieje w wynikach pięciu konkurencji, wszystkich drużynowych. Najwyższym miejscem przez niego uzyskanym było ósme miejsce w pistolecie szybkostrzelnym drużynowo. W pozostałych konkurencjach zajmował miejsca w drugiej dziesiątce (w tym dwa razy ostatnie). Na igrzyskach w Paryżu w 1924 wystąpił w dwóch konkurencjach. Najwyższą jego pozycją było 16. miejsce w strzelaniu z pistoletu szybkostrzelnego.
Był również lekkoatletą (dyskobolem). Na igrzyskach w Paryżu wystąpił w eliminacjach rzutu dyskiem. Osiągnął wynik 32,40 m, z którym zajął przedostatnie 31. miejsce w eliminacjach. Wyprzedził tylko Greka Dimitriosa Karabatisa, który nie zaliczył żadnej próby mierzonej.
Medalista mistrzostw Portugalii w strzelectwie. Przynajmniej cztery razy był indywidualnym mistrzem kraju (w strzelaniu z broni wojskowej – było to w latach: 1917, 1920–1921, 1925). Wielokrotny reprezentant kraju na arenie międzynarodowej, m.in. w latach 1923–1924 (w strzelaniu z pistoletu). Wielokrotny rekordzista Portugalii w strzelectwie.
Był porucznikiem, w czasie I wojny światowej służył we Francji. W latach dwudziestych był lekarzem w Lizbonie. Poślubił Madalenę Gentil, córkę profesora Francisco Gentila, z którą miał trójkę dzieci.
Na początku października 1930 roku brał udział w zawodach strzeleckich w miejscowości Pedrouços w prowincji Wielkie Porto. W czasie zawodów przypadkowo postrzelił się z własnej broni. W wyniku powikłań po feralnym trafieniu zmarł. O jego śmierci informowały wszystkie krajowe gazety. Pochowano go tydzień później; w pogrzebie uczestniczyło tysiące mieszkańców gminy Abrantes a brat João zadedykował dla niego swój wiersz. W późniejszym czasie wybudowano pomnik przedstawiający Martinsa, który znajduje się w Abrantes.

## Wyniki olimpijskie w strzelectwie
| Igrzyska | Konkurencja                                    | Wynik       | Miejsce     | Źródło |
| -------- | ---------------------------------------------- | ----------- | ----------- | ------ |
| IO 1920  | Karabin wojskowy leżąc, 300 m, drużynowo       | 256 punktów | 15 (na 15)  | [ 6 ]  |
| IO 1920  | Karabin wojskowy leżąc, 600 m, drużynowo       | 248 punktów | 14 (na 14)  | [ 7 ]  |
| IO 1920  | Karabin wojskowy leżąc, 300 i 600 m, drużynowo | 519 punktów | 11 (na 14)  | [ 8 ]  |
| IO 1920  | Karabin wojskowy stojąc, 300 m, drużynowo      | 226 punktów | 11 (na 15)  | [ 9 ]  |
| IO 1920  | Pistolet wojskowy, 30 m, drużynowo             | 1184 punkty | 8 (na 9)    | [ 10 ] |
| IO 1924  | Pistolet szybkostrzelny, 25 m                  | 17 punktów  | 16 (na 55)  | [ 11 ] |
| IO 1924  | Karabin małokalibrowy leżąc, 50 m              | 387 punktów | 20T (na 66) | [ 12 ] |